# Équipe du Maroc masculine de volley-ball
Cet article traite de l'équipe masculine. Pour l'équipe féminine, voir Équipe du Maroc féminine de volley-ball.
L'Équipe du Maroc de volley-ball est composée des meilleurs joueurs marocains sélectionnés par la Fédération royale marocaine de volley-ball (FRMVB).  Elle figure au 48e rang dans le classement de la Fédération internationale de volley-ball au 1er octobre 2018.

## Sélection actuelle
Sélection pour les qualifications au championnat du monde 2010.
Entraîneur : Abdellaoui Maane Mohammed  Maroc ; entraîneur-adjoint : Mostaqim Isaad  Maroc

## Palmarès
Championnat d'Afrique
- Troisième : 1976, 2013, 2015

### Parcours

#### Championnat d'Afrique
| - 1967 : non participant - 1971 : non participant - 1976 : 3e - 1979 : non participant - 1983 : non participant - 1987 : non participant - 1989 : non participant - 1991 : non participant | - 1993 : 5e - 1995 : 4e - 1997 : non participant - 1999 : 5e - 2001 : non participant - 2003 : 5e - 2005 : 4e - 2007 : non participant | - 2009 : 4e - 2011 : 6e - 2013 : 3e - 2015 : 3e - 2017 : 5e - 2019 : 5e |